# ZDFdokukanal
Der ZDFdokukanal war zwischen dem 1. April 2000 und 31. Oktober 2009 ein Fernsehsender und Teil des digitalen Programmangebots des ZDF. An seine Stelle ist ZDFneo getreten.

## Empfangsmöglichkeit
Das Programm wurde bundesweit über die TV-Kabelnetze (DVB-C) und den Satelliten Astra (DVB-S) ausgestrahlt. In den DVB-T-Regionen war der ZDFdokukanal außerdem über Antenne zwischen 21:00 und 6:00 Uhr, im Wechsel mit dem KiKA, zu empfangen. Auch im IPTV-Programm einiger DSL-Anbieter war er enthalten.

## Programmangebot

Das erste ZDF-Dokukanal-Logo

### Reguläres Programmangebot
Der Sender bot Hintergrundinformationen über Natur, Wissenschaft, Geschichte und Gesellschaft.
Seit Mai 2009 befand sich der Sender in einer Umbauphase zu einem Jugend- und Familiensender, bei dem der Anteil der Dokumentationen allmählich verringert wurde und vermehrt Unterhaltungssendungen gesendet wurden. Am 19. August 2009 teilte das ZDF mit, dass der Sender zum 31. Oktober 2009 seinen Sendebetrieb in der derzeitigen Form einstellen werde. Aus dem ZDFdokukanal wurde der neue Zielgruppensender ZDFneo.

### Zusätzliches Programmangebot
Seit den Olympischen Sommerspielen 2004 in Athen nutzen ARD und ZDF ihre Digitalprogramme EinsExtra, EinsFestival, ZDFdokukanal und ZDFinfokanal, um zusätzlich von den Olympischen Spielen berichten zu können. Diese Möglichkeit wurde auch bei der Fußball-Europameisterschaft 2008 genutzt, um gleichzeitig stattfindende Spiele übertragen zu können.